# Donja Lastva
Donja Lastva är en ort i Montenegro. Den ligger i den sydvästra delen av landet, 50 km väster om huvudstaden Podgorica. Donja Lastva ligger 5 meter över havet och antalet invånare är 674.
Terrängen runt Donja Lastva är bergig åt nordost, men åt sydväst är den kuperad. Havet är nära Donja Lastva söderut. Runt Donja Lastva är det ganska glesbefolkat, med 48 invånare per kvadratkilometer. Närmaste större samhälle är Herceg Novi, 12,4 km väster om Donja Lastva. I omgivningarna runt Donja Lastva växer i huvudsak blandskog.